# RG-42
A RG-42 soviética (Ручная Граната образца 42 года > Ruchnaya Granata obraztsa 42 goda, "Padrão de granada de mão ano [19]42") foi uma granada de mão de fragmentação projetada por S.G. Korshunov.
Foi originalmente introduzida durante a Segunda Guerra Mundial a partir de 1942 como uma medida de emergência para substituir a complexa granada RGD-33. Continuou em uso com a URSS e seus aliados do Pacto de Varsóvia no período pós-guerra até ser substituída em 1954 pela granada RGD-5. Os estoques foram mantidos para emergência ou emissão de reservas, ajuda militar ou vendas externas. Elas acabaram sendo destruídas na década de 1980 devido à degradação do enchimento de TNT e à tornar-se insegura.
Ao contrário da RGD-33, os componentes da RG-42 eram simples de produzir e montar. Apenas o fusível exigia fabricação especializada e as peças podiam ser facilmente montadas à mão por mão de obra caseira. Os guerrilheiros muitas vezes faziam cópias do projeto simples quando estavam fora de contato.
Continha cerca de 200 g de carga explosiva (TNT) em uma lata cilíndrica de metal estampado. Usava o fusível UZRGM de 3,2 a 4 segundos, também usado nas granadas RGD-5, RG-41 e F-1.
A granada pode ser lançada a cerca de 35–40 m e tem um raio de explosão efetivo de cerca de 10 m.
O peso total da granada com o fusível era de 420 g.

## Cópias estrangeiras
- China: granada Type 42

## Operadores
- União Soviética[1]
- Alemanha Oriental[2]
- Coreia do Norte: foram usadas pelo menos até 1997[3]
- Geórgia: usada durante conflitos civis na década de 1990[4]
- Iraque[5]
- Polónia: foram usadas pelo menos até 2019[6]
- Ucrânia: foram usadas[7][8][9] pelo menos até setembro de 2023[10]